# Стадион Беса
Стадион Беса (порт. Estádio do Bessa Século XXI) је фудбалски стадион који се налази у области Боависта у Порту, Португал, који користи португалијски фудбалски клуб Боависта Ф.Ц.
Као и други стадиони коришћени на европском првенству 2004, Беса је новоизграђено игралишта, али је изграђена на преко места претходно постојећих старих трибина, при чему је свака нова трибина изграђена у различито време, што је омогућило Боависти Ф.К. да настави да игра тамо током пројекта градње појединих трибина. Некадашњи Кампо до Беса постојао је на истом месту, као и нови стадион, од 1911. године.
Изградња је коштала 45.164.726 евра, од чега је португалијска држава подржала 7.785.735 евра, и овом новом градњом и побољшањем структуре добијен је нови капацитет од 28.263 седишта. Планови за унапређење постојали су пре него што је Португалија 1999. године добила организацију Европслог првенства за 2004. годину, а тада су већ били у току први радови. Стадион је дизајнирала Групо3 Аркуитектура.

## Европско првенство 2004.
| Датум         | Екипа #1 | Резултат | Екипа #2 | Фаза    | Гледалаца |
| ------------- | -------- | -------- | -------- | ------- | --------- |
| 16. јун 2004. | Грчка    | 1 : 1    | Шпанија  | Група А | 25.444    |
| 19. јун 2004. | Летонија | 0 : 0    | Немачка  | Група Д | 22.344    |
| 22. јун 2004. | Данска   | 2 : 2    | Шведска  | Група Ц | 26.115    |

### Фудбалска репрезентација Португалије
Следеће утакмице репрезентација су одржане на стадиону, како у старом тако и у реновираном облику.
| No. | Датум              | Резултат | Противник     | Такмичење                 |
| --- | ------------------ | -------- | ------------- | ------------------------- |
| 1   | 16. новембар 1988. | 1 : 0    | Луксембург    | Квалификације за СП 1990. |
| 2   | 19. јун 1993.      | 4 : 0    | Малта         | Квалификације за СП 1994. |
| 3   | 27. март 2002.     | 1 : 4    | Финска        | Пријатељска               |
| 4   | 7. октобар 2006.   | 3 : 0    | Азербејџан    | Квалификације за ЕП 2008. |
| 5   | 1. септембар 2016. | 5 : 0    | Гибралтар     | Пријатељска               |
| 6   | 31. август 2017.   | 5 : 1    | Фарска Острва | Квалификације за СП 2018. |